# Калме (Тирва)
Ка́лме (ест. Kalme küla) — село в Естонії, у волості Тирва повіту Валґамаа.

## Населення
Чисельність населення на 31 грудня 2011 року становила 102 особи.

## Історія
До 21 жовтня 2017 року село входило до складу волості Гелме.